# Stadtbach Rapperswil
Der Stadtbach oder auch Jona-Kanal ist ein kanalisierter Seitenarm der Jona, eines Flusses in den Schweizer Kantonen Zürich und St. Gallen, der nach der gleichnamigen Ortschaft Jona benannt ist. 

## Wasserversorgung der mittelalterlichen Stadt Rapperswil
Im frühen 14. Jahrhundert erbauten die Bürger von Rapperswil den ersten Brunnen beim Hauptplatz. Gespeist wurde er über hölzerne „Tüchel“ (Teuchel), die das Wasser über vier Kilometer aus der Tägernau bei Jona in die Altstadt von Rapperswil leiteten. Die Teuchel waren ausgehöhlte Baumstämme, meist Lärchen oder Föhren, die im Winter gefällt und ausgebohrt wurden. Im „Teuchelweiher“ vor der östlichen Stadtmauer wurden die fertiggestellten Holzröhren bis zu ihrer Verwendung gelagert.
Mit Verordnungen und Mandaten des Rates wurde die Instandhaltung der Wasserleitung gewährleistet. So war ein „Brunnenvogt“ während des ganzen Jahres für die Herstellung und die Vorratshaltung der Teucheln verantwortlich. Mit einem grossen eisernen Näpper (Holzbohrer) ausgehöhlte Baumstämme wurden zu Holzröhren verarbeitet und im sogenannten „Teuchelweiher“ bis zum Gebrauch gewässert, um den nötigen Ersatz für abgehende Leitungsstücke jederzeit sicherzustellen. Ursprünglich wurden die Leitungen ohne Erdüberdeckung verlegt, nach mehrfachen Belagerungen der mittelalterlichen Stadt grub man sie in den Boden. Da die Teucheln naturbedingt dauernd ersetzt werden mussten, oblag es dem Brunnenvogt, jeden männlichen Einwohner zwischen 15 und 30 Jahren jährlich für einen Tag Frondienst aufzubieten. Zu Beginn des 18. Jahrhunderts nahm der Rat festangestellte „Tüchelmanne“ unter Vertrag.
Über den damaligen offenen Schanz- und Sternengraben der Stadtbefestigung wurden die Leitungen und der spätere Stadtbach an der Südseite des Halstors, beim „Quellenhof“, unterirdisch in die Stadt durch die Herrengasse zur Stadtmühle geführt, stellte die Wasserversorgung sicher und lieferte in der Neuzeit Energie für die Gewerbebetriebe in der „Giessi“ beim Zürichsee.

## Stadtbach und Jona-Kanal

### Stadtbach
1380, 1402 und 1405 sind urkundlich durch den Stadtbach betriebene Mühlen in Rapperswil belegt. Im Lehenbrief von 1405 gewährte Herzog Leopold von Österreich dem Heinrich Müller die Wassernutzung für die Stadtmühle gegen Naturalabgaben in Form von Getreide. Die Nutzungsrechte der Wasserversorgung durch den Stadtbach gingen 1412 an die Stadt Rapperswil über, die über Lehenbriefe, Pachtzinsen und Servitute die Rechte der Wassernutzung regelte. Den Ratsprotokollen von 1570 ist zu entnehmen, dass eine Brunnenstube in dem zum Heiliggeist-Spital gehörenden Lehenhof in der Tägernau bestand. 
Das Wasser des Stadtbachs wird beim „Gaisrain“ in Jona vom gleichnamigen Fluss mittels eines Wehrs abgeleitet, wo früher auch die Wassermenge mit Schleusen geregelt und parallel zur Spinnereistrasse entlang der Alten Jonastrasse in die Altstadt geleitet wurde. Bei der heutigen „Teuchelweiherwiese“, Standort des einstigen „Teuchelweihers“, überquert er heute die Streckenführung der Linie S7 der S-Bahn Zürich und gelangte beim Engel-/Stadtplatz in die Altstadt, durchfloss die Hals- und Schmiedgasse und mündete beim heutigen Fischmarktplatz in den oberen Zürichsee. Seit dem Abbruch der Stadtbefestigung fliesst der Stadtbach unterirdisch zur „Giessi“, wo er bei der Kempratner Bucht in den Zürichsee mündet.
Bis 1845 floss der Stadtbach östlich der Spinnereistrasse und trieb unter anderem die 1563 eingerichtete Hammerschmiede ausserhalb der Stadtmauern an. Diese wurde 1803 vom Baumwollhändler Christian Näf für sein Spinnmaschinenwerk erworben, das sein Schwiegersohn Jakob Brändlin-Näf zum ersten Spinnereibetrieb ausbaute. Das Gebäude und die Wasserkonzession aus dem Jahr 1563 gingen im Jahr 1817 an Johannes Hürlimann-Burkhard über. 

### Jona-Kanal
Beim „Hackennest“ in Jona liessen die Gebrüder Brändlin um 1838 ein Wehr im Fluss errichten, das einen Teil des Wassers in einen Kanal ableitete und mittels eines Tunnels den Aspwald unterquerte. Hier mündete der Stollen in den Brändlinweiher bei der Tägernau und wurde über einen weiteren Kanal bis zur Spinnerei Brändlin geleitet. Im 19. Jahrhundert lieferte ein grosses Wasserrad die Energie für die Spinnerei. Auf dem Areal der historischen Spinnerei wird auch heute noch ein kleines Kraftwerk betrieben und das Wasser mittels eines weiteren Kanals über die Jona zu einem Wehr beim Gebäude der Elektrizitätswerke Rapperswil-Jona geführt. Hier vereinigen sich der Stadtbach und der Fabrik-Kanal, wobei überschüssiges Wasser wieder in den Fluss gelangt. Unter Johannes Hürlimanns ältesten Sohn, Johannes Hürlimann-Brändlin, wurde der Jona-Kanal im Jahr 1845 auf die westliche Seite der Spinnereistrasse verlegt. Mit dieser baulichen Massnahme erhielten der Stadtbach und der Jona-Kanal ihre heutige Streckenführung entlang der Spinnereistrasse.